# Tropario di Winchester
Il Tropario di Winchester, redatto nell'abbazia benedettina di Winchester agli inizi dell'XI secolo, comprende oltre 150 organa a due voci. L'arricchimento polifonico che caratterizza tale tropario si applicava soprattutto nei passi solistici degli alleluia, dei tractus e dei responsori della messa e dell'ufficio.